# Neobracea bahamensis
Neobracea bahamensis är en oleanderväxtart som beskrevs av Nathaniel Lord Britton. Neobracea bahamensis ingår i släktet Neobracea och familjen oleanderväxter. Inga underarter finns listade i Catalogue of Life.